# Stenogryllus longiusculus
Stenogryllus longiusculus är en insektsart som först beskrevs av Walker, F. 1870.  Stenogryllus longiusculus ingår i släktet Stenogryllus och familjen syrsor. Inga underarter finns listade i Catalogue of Life.